# Jeffrey Peterson
Jeffrey Peterson (nacido el 11 de octubre de 1972) es un empresario tecnológico estadounidense y millonario nacido en California que es considerado el pionero de la Internet hispana en los Estados Unidos. Es más conocido como el fundador de Quepasa, la primera comunidad latinoamericana en línea para salir a bolsa mediante una oferta pública de venta (OPV) durante la era de Internet "puntocom" en 1999 (NASDAQ: QPSA). En 2012, Quepasa cambió su razón social a MeetMe y continuó cotizando en la bolsa de valores (NASDAQ: MEET). MeetMe posteriormente adquirió las redes sociales de Internet Skout, If(we), Tagged y hi5. A mediados de 2020, la empresa matriz renombrada Meet Group tenía un valor de mercado de aproximadamente $400 millones de dólares EE. UU.

## Sus inicios
Peterson creció en Santa Bárbara, California, USA. Hijo de madre inglesa y padre estadounidense, sus ancestros paternos emigraron a Santa Bárbara desde España. Recibió su educación en las escuelas públicas del área de Santa Bárbara, California. De acuerdo con el artículo publicado por el Arizona Republic, Peterson creció siendo vecino del director del laboratorio de computación de la Universidad de California en Santa Bárbara, quien lo introdujo a la programación a edad temprana, en 1978.
Conectándose remotamente durante horas a los servidores de la UCSB vía módem y terminal, fue en esta etapa en la cual Peterson pasaría las horas más significativas de su infancia temprana. El joven gurú aprendería rápidamente tecnología hasta convertirse en el autor de sus propias aplicaciones de software basadas en Unix y VMS en los sistemas PDP-11 y DEC VAX del campus. Durante los primeros años de la computación, la programación de sistemas, esa ciencia enormemente técnica, para Peterson fue un simple pasatiempo que le llenaba de muestras de aprobación por parte de los profesores de la universidad y de los ingenieros. Para poder acceder, Peterson por lo general mantenía una identidad para ingresar al Laboratorio de Inteligencia Artificial PDP-10 del MIT, donde era conocido por sus colegas como el "Dr. Jeffrey Peterson", a la edad de once años.
En 1981, Peterson obtuvo su primer trabajo como solucionador de problemas en una compañía de software enfocada a las computadoras Commodore. En 1983, trabajó como tester de producto para un fabricante de hardware llamado LOBO Systems. A mediados de los ‘80, Peterson se enfocó en el desarrollo de software para el Bulletin Board System, que era distribuido de manera gratuita, y en aplicaciones multi-usuarios. Era conocido entre sus colegas como un experto en la implementación de soluciones multitarea personalizadas de nivel kernel, y con frecuencia lograba llevaba al hardware de la época aún más allá de los límites tradicionales. Peterson, quien ya era un experimentado programador de Assembly y de Lenguaje C en su adolescencia, contribuyó de gran manera a las comunidades emergentes de programadores F/OSS de la década de 1980. Ha publicado numerosos textos, incluyendo artículos sobre multiprocesos, métodos Cuasi-empíricos e inteligencia artificial.
La trayectoria de sus primeros años como programador fue puesta en duda y ridiculizada en un artículo satírico publicado por TheStreet.com en 2004. El artículo resaltaba la biografía pública de Peterson tomada de una declaración Proxy en Quepasa del 23 de abril de 2004, y se formulaba la siguiente pregunta: “¿Se supone que debamos creer que este sujeto ya estaba programando computadoras a la edad de 10 años?” Sin embargo, aunque a algunos les cueste creerlo, a esa edad se le otorga crédito como contribuyente en la contraportada de un libro muy bien vendido de software para microcomputadoras, en 1983.
Muy familiarizado con el ámbito universitario debido a sus primeros años como programador, Peterson trabajó como disc jockey en la estación de radio universitaria de la UCSB desde 1986 y hasta 1990. Hacia finales de la década de 1980, Peterson se desempeñó en el puesto de “Administrador de tráfico” en el comité ejecutivo de 16 miembros de la estación de radio universitaria KSCB-FM, la cual les dio a Jim Rome y a Sean Hannity sus primeros trabajos en la radio. Abandonó la preparatoria a los 16 años, en 1988, para ir tras lo que se convertiría en una exitosa carrera en las inversiones. Posteriormente continuó con estudios en las áreas de Derecho e Historia.

## Carrera

### Sus años en Wall Street
En 1989, obtuvo un empleo en el departamento de operaciones de la firma de corredores Lehman Brothers, donde rápidamente aprendió sobre el mercado de valores. Más tarde pasó los exámenes de la industria para convertirse en corredor de acciones a los 19 diecinueve años. En esa etapa se desempeñó trabajando para varias firmas de corredores, principalmente a través de transacciones de Ofertas Públicas Iniciales (IPO), durante la época de sólidas condiciones del mercado cambiario de principios de los ‘90.

### Quepasa.com

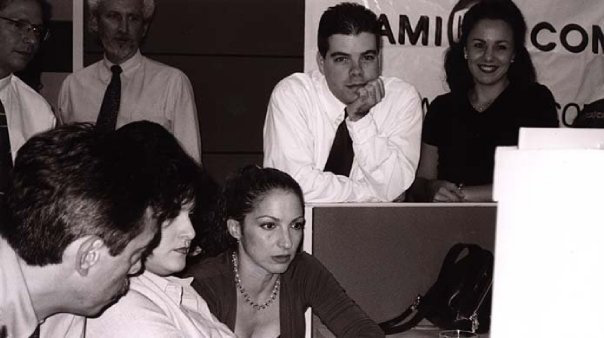
Jeffrey Peterson y la cantante Gloria Estefan, vocera oficial del sitio de internet Quepasa en el periódico Miami Herald, 1999

En 1997, Peterson fundó Quepasa.com. El sitio fue la primera gran comunidad online enfocada a los usuarios hispanos de internet. Un año más tarde, tuvo éxito al convencer a Jerry Colangelo, el as de los deportes de Arizona para que lo ayudara a reunir alrededor de $20 millones de dólares de capital para lanzar la compañía. Jason Kidd, la estrella de los Phoenix Suns (NBA), firmó como inversionista. El famoso quarterback de fútbol americano, John Elway, de los Broncos de Denver, se les unió también, invirtiendo 500 mil dólares.
En unos pocos meses, el presidente de Costa Rica, José María Figueres, se unió a la junta de directores de Quepasa. Peterson vendió acciones del sitio a Sony Pictures Entertainment y Telemundo LLC. L. William Seidman, comentarista de negocios en jefe de CNBC y expresidente del FDIC, se unió a la junta de directores de Quepasa. Después de tener una reunión con Peterson durante una entrevista online en las oficinas del Miami Herald, Gloria Estefan firmó como la vocera oficial de Quepasa y además como inversionista. La cartelería publicitaria de Quepasa, un paisaje frecuente en las ciudades hispanas de Estados Unidos, animaron a los latinos a unirse a "El Nuevo Mundo " online. Lo hicieron millones.
El 24 de junio de 1999, Quepasa entró al mercado de valores Nasdaq. Al final del día, la firma ya valía 272 millones de dólares. El orgulloso y joven fundador apareció en entrevistas en vivo en CNN y CNBC. A los 26 años, Peterson había visto su patrimonio neto trepar hasta los 36 millones de dólares.
Un año más tarde, Quepasa fue nombrado como el sitio online más popular para los hispanos en los Estados Unidos, por encima de sus competidores Starmedia y Yahoo! Español.

### Corporación Vayala
En julio de 2001, Peterson fundó la compañía de búsqueda en Internet Corporación Vayala. Lo hizo junto con Brian Long Lu –hijo del asiático as de la tecnología, Hong Liang Lu– y con Mike Marriott. Vayala, un desarrollador a gran escala de tecnologías de búsqueda dinámica, tuvo gran éxito, asegurándose financiamiento de capital con los ejecutivos de Softbank Corp. En 2002, Vayala fue adquirido por Quepasa.
Durante este tiempo, The Arizona Republic mostró en la portada de su edición dominical una foto de Peterson en un artículo de tres partes sobre su carrera. La serie comenzó el 9 de septiembre y terminó el 11 de septiembre de 2001, el día de los infames ataques a las Torres Gemelas.

### Retomando Quepasa y la resurrección
Para 2002, y bajo la dirección del CEO Trujillo, las acciones de Quepasa habían bajado su valor a prácticamente nada. En los reportes de los medios, Trujillo culpaba del declive del valor de Quepasa a las desfavorables condiciones del mercado y a la "burbuja.com". Sobre el tema, el Chicago Tribune escribió: “Incluso con el invierno de Internet soplando vientos fríos a través del paisaje digital, muchos expertos se sorprendieron al escuchar sobre la muerte del que fuera un súper exitoso sitio web enfocado en los hispanos, Quepasa.com."
Pero más tarde, Peterson guio a un grupo de inversionistas a través de una pelea proxy a un “Hostil Takeover” de Quepasa, invirtiendo millones de su propio dinero. Poco tiempo después de la toma, Peterson fue nombrado nuevamente presidente y director ejecutivo de la firma.
En enero de 2004, el Business Journal of Phoenix reportó que Quepasa estaba “en medio de una reforma dirigida por su creador, Jeffrey Peterson”. Para 2006, sus acciones habían incrementado su valor en $150 millones.
El 5 de noviembre de 2006, Peterson dejó nuevamente la compañía, después de vender el 30% de Quepasa al inversionista multimillonario Richard Scott.

### Controversias de negócios

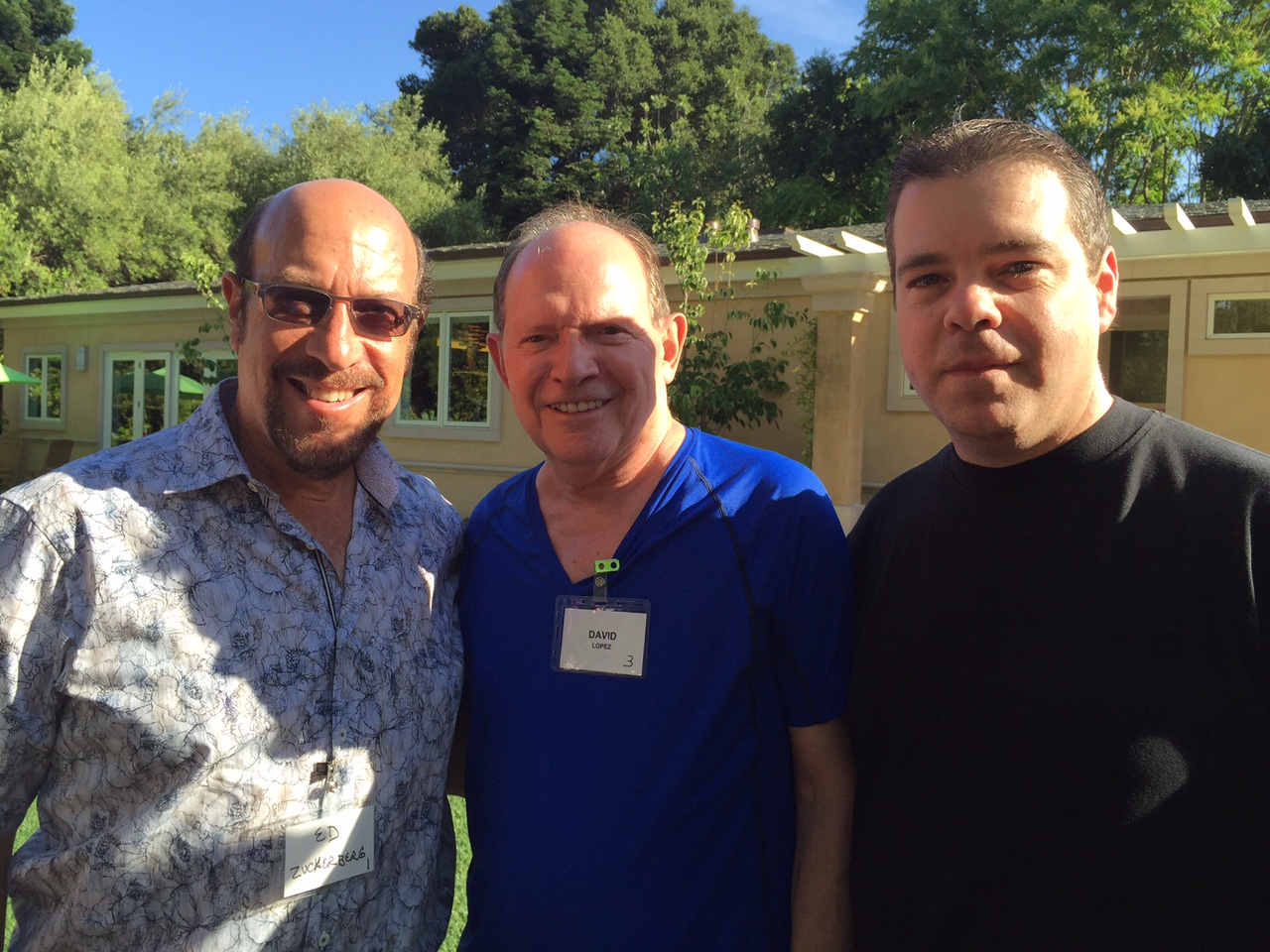
Jeffrey Peterson con David López, el padre de la música latina Jennifer Lopez, y Edward Zuckerberg, el padre de Mark Zuckerberg, en 2014.

Poco tiempo después de que Quepasa entrara al mercado de valores, Peterson fue expulsado de la compañía por Gary Trujillo, el nuevo CEO que Peterson contrató para manejar la firma sólo 60 días antes. Hablando sobre el sorpresivo golpe administrativo, Peterson dijo acerca de Trujillo: “Él violó cada grano de confianza que deposité en sus manos”, según le respondió al Arizona Republic.
En una demanda legal interpuesta ante la Suprema Corte del Condado de Maricopa, Peterson fue acusado de competir con Quepasa. La demanda se resolvió 90 días después, y Quepasa debió pagar $2,4 millones a Peterson. Trujillo después reconoció que el conflicto se debió a un “problema de personalidad”. Posteriormente, Peterson renunció a la Junta de Directores, aunque siguió siendo el accionista mayoritario de la firma. Su salida de Quepasa habría “dejado a la compañía en manos de un jefe ejecutivo y una junta de directores sin experiencia en el Internet y la tecnología que estaban manejando”.
En 2017, un artículo en el periódico The Arizona Republic cuestionó numerosos desacuerdos con miembros de la Junta Directiva de Peterson. El artículo hizo pública una disputa entre Peterson y David López, el padre de la actriz y músico latina Jennifer Lopez. El negocio Quepasa de Peterson, había contratado previamente con la línea de ropa J.Lo by Jennifer Lopez.

## Actividad política

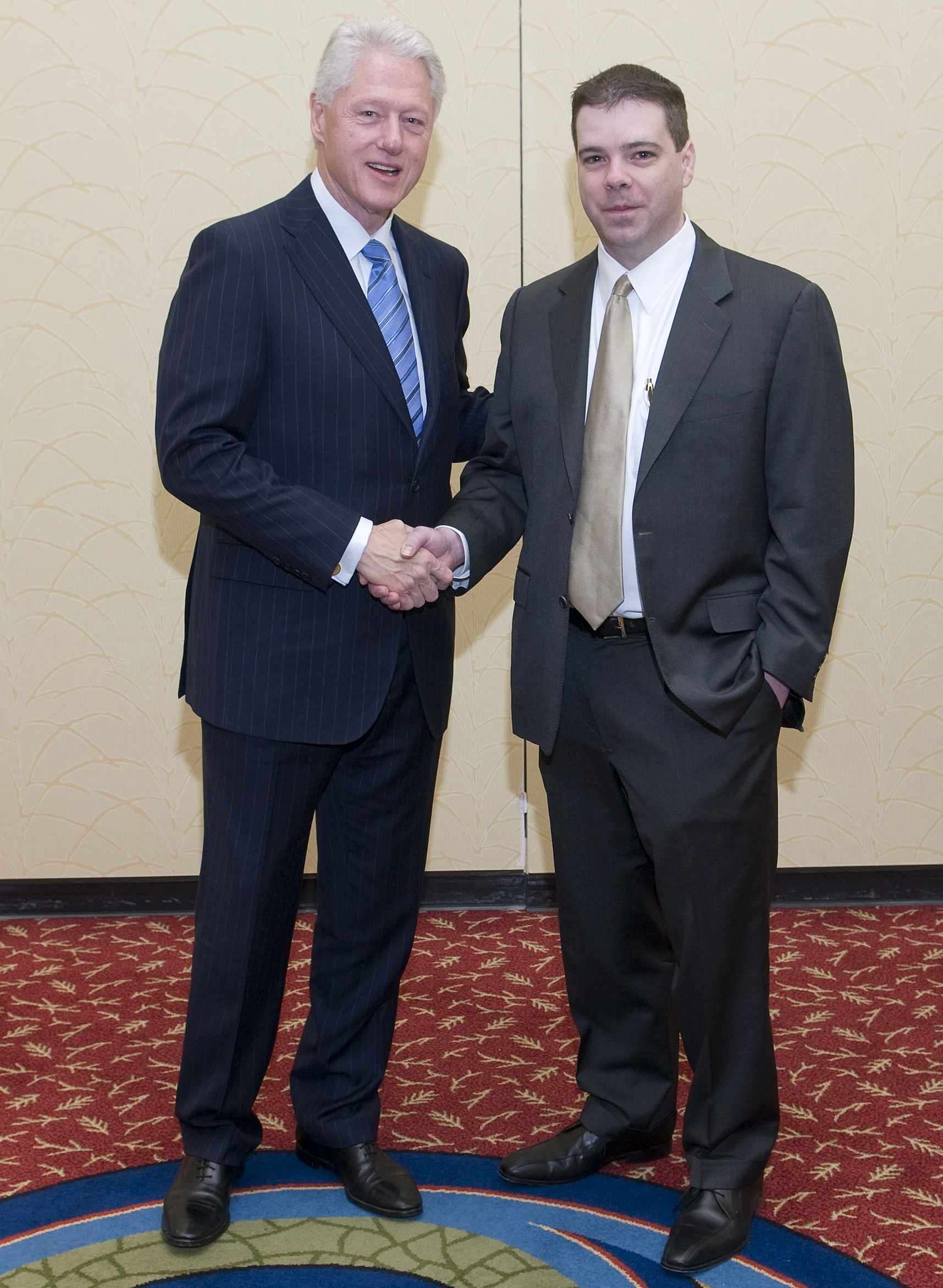
Jeffrey Peterson con el 42.º presidente de los Estados Unidos, Bill Clinton en el año 2010.

Peterson, hombre de ideas demócratas, ha estado vinculado en círculos políticos. Sus participaciones se han relacionado frecuentemente a los intereses hispanos.
En 2003, fue nombrado miembro de la Comisión Arizona-México por la entonces gobernadora de Arizona Janet Napolitano. Para 2005, fue desingnado miembro del Comité Ejecutivo.
En 2005, Peterson fue convocado al comité de transacciones a través de las fronteras del Departamento de Bienes Raíces de Arizona. El comité se concentra en transacciones internacionales entre los residentes de Arizona y México.
En el mismo año, fue nombrado por el Alcalde de Phoenix Phil Gordon como jefe del Subcomité de Tecnología del Comité Ejecutivo de Bonos. La iniciativa de bonos por $850 millones fue aprobada por los votantes en marzo de 2006.
Peterson apoyó financieramente las marchas de reforma llevadas a cabo por los grupos de inmigrantes, el 25 de marzo y el 10 de abril de 2006.
Además fue coanfitrión durante un evento para recaudar fondos el 1 de junio de 2006, trabajando para el candidato al Senado por Arizona, Jim Pederson. Como invitado principal tuvo al expresidente Bill Clinton.
Se conoció además que Peterson ofreció el 21 de agosto de 2008 un evento en su residencia para recaudar fondos para Barack Obama y su invitado principal fue el presidente del Comité Democrático Nacional, Howard Dean, y la actriz Scarlett Johansson.
De acuerdo a lo informado por el Condado de Maricopa, y a los registros de propiedad de Arizona, la residencia de Peterson está listada en la misma dirección que la del senador por Arizona John McCain.

## Lazos con Hollywood
Sin mayores detalles sobre el tema, se conoció también que Peterson ha mantenido vínculos con personajes significativos de la industria del entretenimiento: por ejemplo, Peterson contactó a Gloria Estefan como vocera de Quepasa y también como inversionista, en 1999. El productor Paul Mazursky fue inversionista en la compañía inicial de Peterson, Vayala Corp. El cofundador de la banda de rock Dishwalla aparece listado como miembro de la Junta de Directores en una de las primeras Escrituras Públicas de Quepasa. Peterson es amigo de la infancia del productor de música Rap, Damizza. En septiembre de 2005, Quepasa anunció un acuerdo de marketing con Jennifer Lopez. Incluso trascendió que Sammy Hagar, quien hace el marketing para el Tequila Mexicano, ha forjado vínculos con Quepasa.
En 2017, Peterson fue acreditado como productor de una película biográfica sobre el emprendedor y autor motivacional estadounidense Jack Canfield.

## Actividades actuales
Peterson es considerado entre las principales autoridades en materia de Internet hispana en Estados Unidos. Desarrolla una cantidad de tareas de asesoramiento en la industria de las tecnologías de información. Participa en el Comité Hispánico del Buró de Publicidad Interactiva en Nueva York. De acuerdo a su biografía pública, figura como consultor en tecnología para el Gobierno de México.
El 20 de julio de 2009, Peterson vendió el dominio de Internet demand.com a Demand Media Inc., una compañía controlada por el expresidente de Myspace Richard Rosenblatt, de acuerdo con múltiples reportes de noticias.